# Carl Julius Bernhard Börner
Carl Julius Bernhard Börner (Brema, 28 maggio 1880 – Naumburg, 14 giugno 1953) è stato un entomologo tedesco.
Le sue collezioni di Collembola sono situate nel Museo di Storia Naturale, a Londra e nel Istituto tedesco di entomologia di Müncheberg.
| Börner è l'abbreviazione standard utilizzata per le piante descritte da Carl Julius Bernhard Börner. Consulta l'elenco delle piante assegnate a questo autore dall'IPNI. |

| Börner è l'abbreviazione standard utilizzata per le specie animali descritte da Carl Julius Bernhard Börner. Categoria:Taxa classificati da Carl Julius Bernhard Börner |